# Saint-Amant-Roche-Savine
Saint-Amant-Roche-Savine ist eine französische Gemeinde mit 532 Einwohnern (Stand: 1. Januar 2022) im Département Puy-de-Dôme in der Region Auvergne-Rhône-Alpes (vor 2016: Auvergne). Sie gehört zum Arrondissement Ambert und zum Kanton Les Monts du Livradois (bis 2015: Kanton Saint-Amant-Roche-Savine).

## Geographie
Saint-Amant-Roche-Savine liegt etwa 45 Kilometer ostsüdöstlich von Clermont-Ferrand im Regionalen Naturpark Livradois-Forez. Das Flüsschen Carcasse entspringt hier und durchquert das Gemeindegebiet. Nachbargemeinden von Saint-Amant-Roche-Savine sind La Chapelle-Agnon im Norden, Grandval im Nordosten, Le Monestier im Osten und Südosten, Fournols im Süden, Saint-Éloy-la-Glacière im Westen sowie Auzelles im Westen und Nordwesten.

## Bevölkerungsentwicklung
| Jahr                       | 1962 | 1968 | 1975 | 1982 | 1990 | 1999 | 2006 | 2013 |
| Einwohner                  | 710  | 653  | 585  | 540  | 500  | 530  | 534  | 528  |
| Quellen: Cassini und INSEE |      |      |      |      |      |      |      |      |

## Sehenswürdigkeiten
- Kirche Saint-Barthélemy aus dem 15. Jahrhundert, Monument historique, deren Wandgemälde vom Archäologen Yves Morvan restauriert wurden.[1]

## Fotogalerie

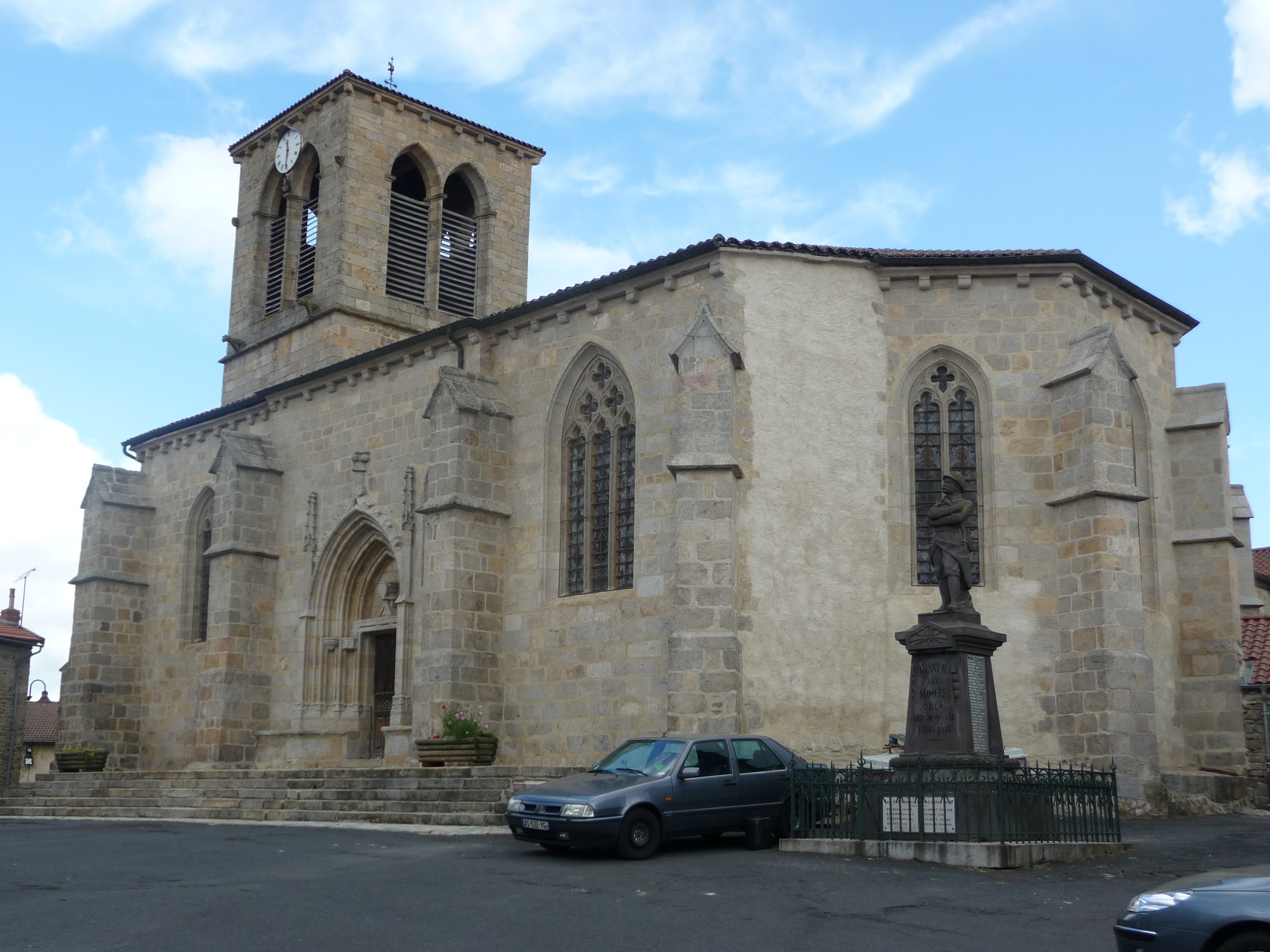
Kirche Saint-Barthélemy
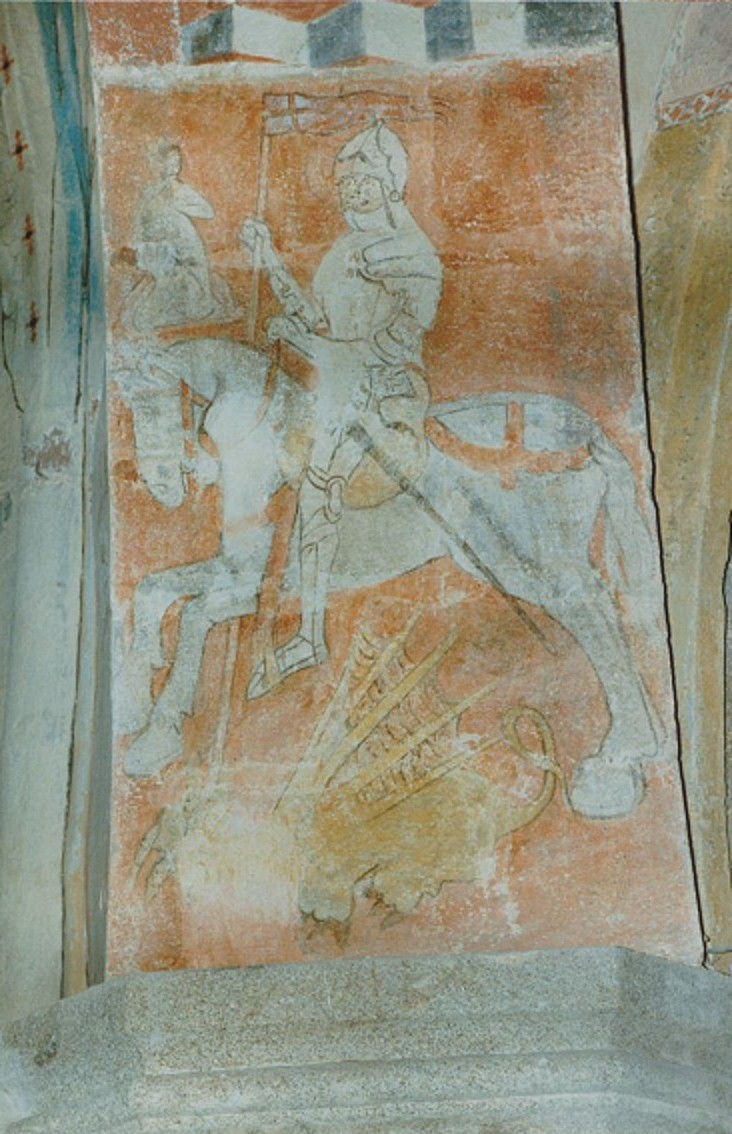
Heiliger Georg und der Drachen, 15. Jahrhundert
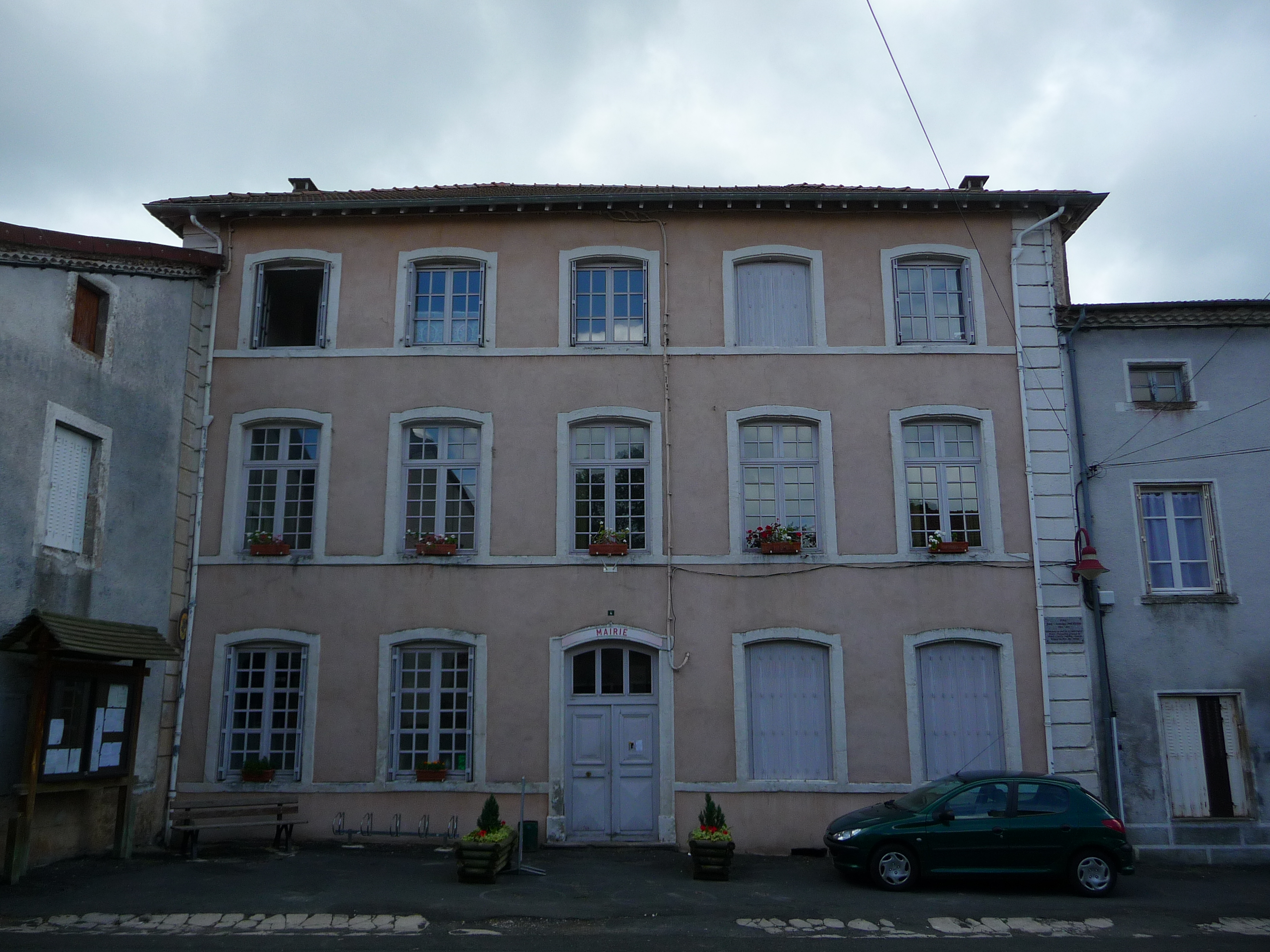
Rathaus (Mairie) von Saint-Amant-Roche-Savine

## Persönlichkeiten
- André Chassaigne (* 1950), Politiker (PCF), Bürgermeister von Saint-Amant-Roche-Savine (1983–2010)